# Kathedralbasilika St. Johannes der Täufer (Savannah)

Kathedralbasilika St. Johannes der Täufer

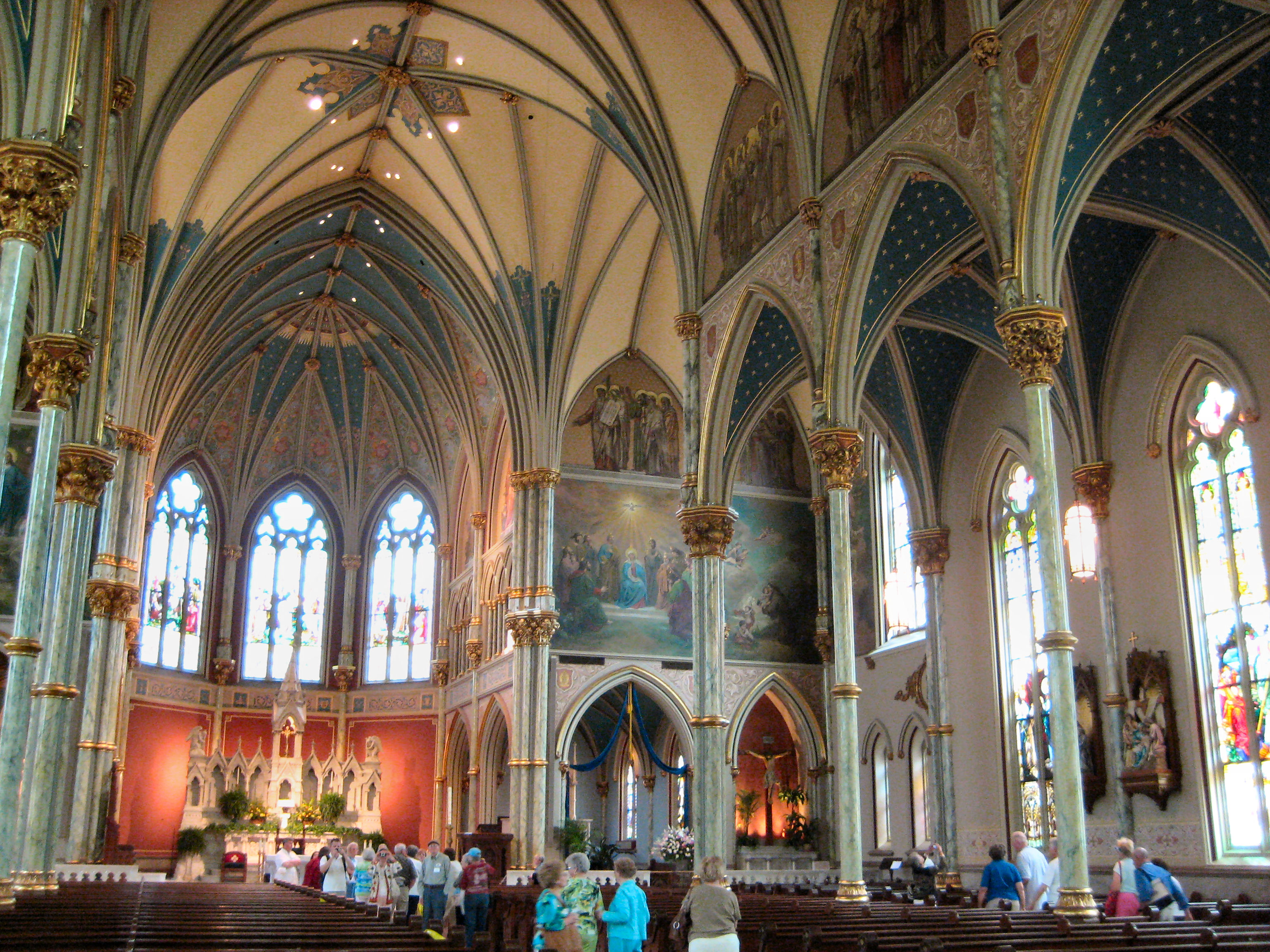
Innenraum

Die Kathedralbasilika St. Johannes der Täufer (englisch Cathedral Basilica of St. John the Baptist) ist eine römisch-katholische Kirche im historischen Bezirk von Savannah am Nordrand der Küste von Georgia, Vereinigte Staaten. Die Johannes dem Täufer gewidmete Kathedrale des Bistums Savannah hat den Rang einer Basilica minor.

## Geschichte
Bis zur amerikanischen Revolution verbot die Kolonialcharta von Savannah römisch-katholischen Christen, sich in der Stadt niederzulassen, da die Engländer diesen einen Loyalitätskonflikt zum spanisch regierten Florida unterstellten. Französische katholische Emigranten gründeten 1799 die erste Kirche Saint Jean-Baptiste, nachdem sie wegen der 1791 begonnenen Sklavenaufstände von Haiti geflohen waren. Sie wurde Anfang des 19. Jahrhunderts zur Hauptkirche für die Afroamerikaner, die aus Haiti freikamen. 1811 wurde eine größere Kirche gebaut, die durch den Bischof von Charleston John England 1839 geweiht wurde. Mit der Schaffung des Bistums Savannah durch Papst Pius IX. wurde die Kirche 1850 nach einer Reparatur von Hurrikanschäden zur Kathedrale erhoben.
Ab 1870 erfolgten die Planungen für die heutige Kathedrale durch den Architekten Ephraim Francis Baldwin, die 1873 fertiggestellt und 1876 durch den Erzbischof von Baltimore, James Roosevelt Bayley, eingeweiht wurde. Die Türme der neugotischen Basilika wurden 1896 hinzugefügt. Bei einem Brand 1898 wurde das Bauwerk beinahe zerstört. Um 1904 wurden die Buntglasfenster aus Innsbruck eingebaut, weiter wurde die Kirche mit vier Seitenaltären aus weißem italienischem Marmor ausgestattet. Bis 1912 konnten die Brandschäden durch eine neue Innenraumgestaltung mit Wandmalereien behoben werden, 1920 durfte die Kirche nach Abtrag der Schulden geweiht werden. In den Jahren 1963, 1985 und 2000 wurden Renovierungen abgeschlossen, ein leichtes Erdbeben führte 2011 zu Rissen an den Türmen und um das Rosettenfenster, die aufwendig saniert wurden.

## Würdigungen
1966 wurde der Historic District von Savannah mit der Kathedrale im Rahmen des National Register of Historic Places unter Schutz gestellt. Papst Franziskus verlieh der Kirche im Jahr 2020 den Rang einer Basilica minor.